# Нрипатиндраварман
Нрипатиндраварман (кхмер. ន្ឫបតីន្ទ្រវម៌្មទី២) — король Кхмерской империи, предположительно правивший из Ангкора в 1080—1113 гг.

## Гипотеза
Предположительно король Харшаварман III мог иметь законного преемника в лице короля по имени Нрипатиндраварман, который правил в Ангкоре до 1113 года, а в свою очередь Джаяварман VI  там никогда не правил. Сурьяварман II пришел к власти, одержав победу над двумя другими претендентами: одним из которых был его двоюродный дед — Дхараниндраварман I, а другим в таком случае по всей видимости был Нрипатиндраварман.